# Acarofobia
L'acarofobia (dal greco ἀκαρί akarì, acaro, e φοβία "fobia") è definita come paura degli acari e del prurito che causano.
Chi soffre di questa fobia può avere l'impressione che degli acari abbiano infettato la propria pelle.